# Fabrice Moreau (wioślarz)
Fabrice Moreau (11 stycznia 1978 w Le Creusot) – francuski wioślarz.

## Osiągnięcia
- Mistrzostwa Świata – Lucerna 2001 – dwójka podwójna wagi lekkiej – 3. miejsce[1].
- Mistrzostwa Świata – Sewilla 2002 – dwójka podwójna wagi lekkiej – 14. miejsce[1].
- Mistrzostwa Świata – Mediolan 2003 – dwójka podwójna wagi lekkiej – 4. miejsce[1].
- Mistrzostwa Świata – Gifu 2005 – jedynka wagi lekkiej – 3. miejsce[1].
- Mistrzostwa Świata – Eton 2006 – dwójka podwójna wagi lekkiej – 3. miejsce[1].
- Mistrzostwa Świata – Monachium 2007 – dwójka podwójna wagi lekkiej – 10. miejsce[1].
- Mistrzostwa Europy – Ateny 2008 – czwórka bez sternika wagi lekkiej – 4. miejsce[1].
- Mistrzostwa Świata – Linz 2008 – czwórka podwójna wagi lekkiej – 2. miejsce[1].
- Mistrzostwa Świata – Poznań 2009 – czwórka bez sternika wagi lekkiej – 4. miejsce[1].
- Mistrzostwa Europy – Brześć 2009 – czwórka bez sternika wagi lekkiej – 1. miejsce[1].
- Mistrzostwa Europy – Montemor-o-Velho 2010 – czwórka bez sternika wagi lekkiej – 6. miejsce[1].